# Валивју (Охајо)
Валивју (енгл. Valleyview) град је у америчкој савезној држави Охајо.

## Демографија
По попису из 2010. године број становника је 620, што је 19 (3,2%) становника више него 2000. године.
| Група             | 2000.       | 2010.       |
| Белци             | 578 (96,2%) | 543 (87,6%) |
| Афроамериканци    | 6 (1,0%)    | 31 (5,0%)   |
| Азијати           | 14 (2,3%)   | 5 (0,8%)    |
| Хиспаноамериканци | 1 (0,2%)    | 27 (4,4%)   |
| Укупно            | 601         | 620         |